# FC 암카르 페름

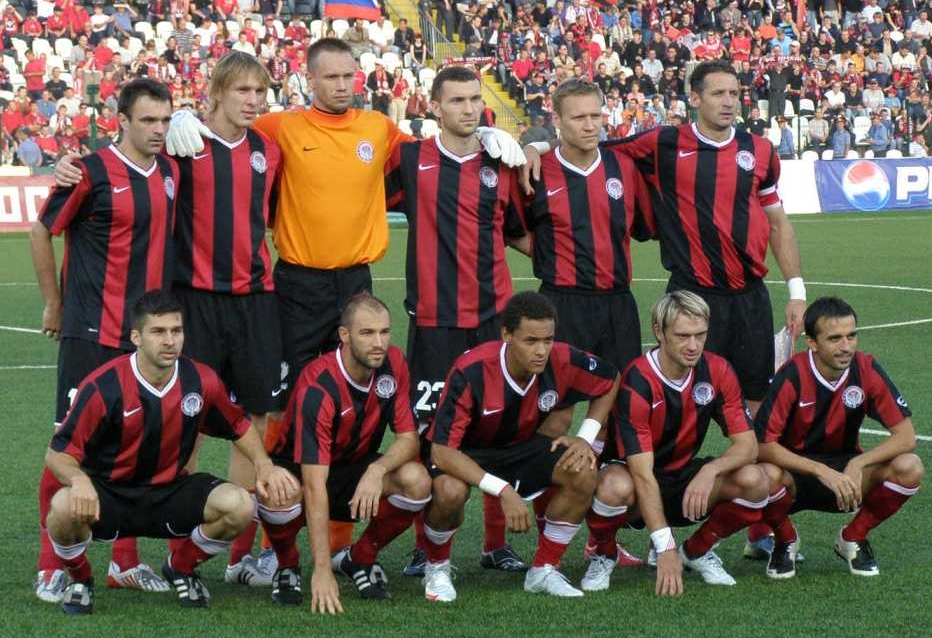

FC 암카르 페름(러시아어: Футбо́льный клуб "Амка́р" Пермь)은 러시아의 옛 축구 클럽으로 1994년에 창단되었다. 연고지는 페름으로 아시아 지역에 위치한 FC 톰 톰스크와 FC 루취 에네르기야 블라디보스토크를 제외하고 유럽의 최상위 리그에서 활동하는 팀 가운데 유럽에서 가장 동쪽에 위치한 클럽이다.

## 역사
암카르는 1993년 5월 5일에 페름의 광물 비료 공장에서 일하던 노동자들이 만든 축구 클럽으로 페름 컵에 처음으로 등장하였다. 클럽의 명칭인 암카르는 공장의 주 생산물인 암모니아(Ammonia)와 요소(Carbamide)의 앞 글자를 따온 것이다.
다음 해인 1994년에 페름 주의 챔피언이 되었고 프로 축구팀으로 전환하였다. 1995 시즌에 러시아 3부 리그에서 시작하여 그해에 바로 승격하여 1996년부터 세 시즌 동안 2부 리그에 참가하였으며, 1999 시즌부터 2003 시즌까지 1부 리그에서 활동하였다. 2003 시즌을 우승하면서 프리미어리그에 진출하여 현재에 이르고 있다. 클럽의 최고 성적은 2008 시즌의 프리미어리그 4위이다.
암카르 페름

## 선수단
2023년 11월 12일 기준

참고: FIFA 자격 규정에 따라 소속된 국가대표팀 국기를 표시합니다. 선수는 복수의 FIFA 비회원국 국적을 가지고 있을 수 있습니다.
| 번호 | 포지션 | 국적       | 이름                    |
| ---- | ------ | ---------- | ----------------------- |
| 1    | GK     |            | 로만 게루스             |
| 3    | DF     |            | 페터르 자네프           |
| 4    | DF     |            | 니콜라이 자이체프       |
| 5    | MF     |            | 야누시 골               |
| 7    | MF     |            | 게오르기 페에프         |
| 8    | MF     | 나이지리아 | 페고르 오구데           |
| 9    | FW     |            | 알렉산드르 프루드니코프 |
| 13   | MF     | 벨라루스   | 샤르헤이 발라노비치     |
| 14   | DF     |            | 게오르기 지키야         |
| 15   | GK     |            | 드미트리 호미치         |
| 18   | FW     |            | 알렉세이 쿠르제뇨프     |

| 번호 | 포지션 | 국적       | 이름                |
| ---- | ------ | ---------- | ------------------- |
| 19   | DF     |            | 브라이안 이도부     |
| 20   | MF     |            | 파벨 코몰로프       |
| 21   | DF     |            | 드미트리 벨로루코프 |
| 22   | MF     |            | 알리한 샤바예프     |
| 23   | DF     |            | 이반 체렌치코프     |
| 33   | MF     | 세르비아   | 브란코 요비치치     |
| 43   | MF     | 나이지리아 | 이주나 우코주쿠     |
| 50   | DF     | 아르메니아 | 로베르트 아르주마냔 |
| 77   | FW     |            | 알렉산드르 살루긴   |
| 91   | MF     | 우크라이나 | 보흐단 붓코         |

## 역대 성적
| 년도 | 리그          | 순위 | 승 | 무 | 패 | 골득실 |
| ---- | ------------- | ---- | -- | -- | -- | ------ |
| 1995 | 아마추어 리그 | 2    | 17 | 5  | 4  | 50-15  |
| 1996 | 2부리그       | 3    | 28 | 9  | 5  | 86-31  |
| 1997 | 2부리그       | 2    | 24 | 11 | 5  | 69-21  |
| 1998 | 2부리그       | 1    | 34 | 2  | 1  | 100-12 |
| 1999 | 1부리그       | 6    | 20 | 10 | 12 | 65-49  |
| 2000 | 1부리그       | 6    | 17 | 9  | 12 | 53-38  |
| 2001 | 1부리그       | 4    | 16 | 8  | 10 | 46-29  |
| 2002 | 1부리그       | 6    | 15 | 9  | 10 | 45-31  |
| 2003 | 1부리그       | 1    | 25 | 12 | 5  | 50-20  |
| 2004 | 프리미어리그  | 11   | 6  | 12 | 12 | 27-42  |
| 2005 | 프리미어리그  | 12   | 7  | 12 | 11 | 25-36  |
| 2006 | 프리미어리그  | 13   | 8  | 11 | 11 | 22-36  |
| 2007 | 프리미어리그  | 8    | 10 | 11 | 9  | 30-27  |
| 2008 | 프리미어리그  | 4    | 14 | 9  | 7  | 31-22  |
| 2009 | 프리미어리그  | 13   | 8  | 9  | 13 | 27-37  |

- 러시아 1부 리그 : 1

2003
- 러시아 2부 리그 : 1

1998